# CBS Evening News
CBS Evening News es el informativo central de la cadena de televisión estadounidense CBS. Ha sido emitido desde 1948, pero usa el título CBS Evening News sólo desde 1963. Actualmente, cuenta con la conducción de Maurice DuBois y John Dickerson (lunes a viernes) y Jericka Duncan (sábados y domingos).

## Historia

### Era Douglas Edwards (1948-1963)
CBS comenzó a emitir un noticiero los sábados por la noche, expandiendo su emisión a 2 días por semana en 1947. El 15 de agosto de 1948, CBS lanzó su noticiero nocturno de 15 minutos titulado CBS Television News a las 19.30, presentado por Douglas Edwards; siendo emitido en 5 ciudades del este de los Estados Unidos. Posteriormente el programa fue auspiciado por Oldsmobile. Las noticias más importantes de la semana eran resumidas los domingos en la noche en Newsweek in Review. El nombre fue posteriormente acortado a Week in Review y el programa fue movido a los sábados.
En 1950, el nombre del noticiero fue cambiado a Douglas Edwards with the News. Cuando en 1951 se convirtió en el primer programa de noticias en ser emitido en ambas costas, gracias a una nueva conexión de cable coaxial, Edwards comenzó a presentar el noticiero con la frase "Good evening everyone, coast to coast." (Buenas tardes a todos, de costa a costa).
El programa competía con Camel News Caravan de NBC, lanzado en 1949. Edwards era el que más televidentes a mediados de los 50, pero luego su audiencia comenzó a bajar cuando Chet Huntley y David Brinkley fueron contratados por la NBC para emitir en equipo el Huntley-Brinkley Report.
La edición de Edwards fue la primera en usar videotape, que era usado para la emisión en diferido en ciudades del oeste de Estados Unidos, estrenada el 30 de noviembre de 1956. Lo lamentable es que de ninguna de esas grabaciones se tiene conocimiento de que sobrevivan.

### Era Walter Cronkite (1963-1981)
Walter Cronkite ganó la silla de presentador en 1962 y el 2 de septiembre de 1963, CBS Evening News se convirtió en el primer noticiero televisivo diario de media hora (anteriormente eran sólo 15 minutos). Durante la mayor parte de la década del 60 CBS Evening News término detrás del Huntley-Brinkley Report en términos de audiencia. La estabilidad en RCA, la compañía controladora de NBC, potenció la estación y ayudó a que Cronkite ganará en los veranos de 1968 y 1969. En 1970, luego del retiro de Huntley, CBS Evening News se transformó en el líder de audiencia. Walter Cronkite se transformó en un ícono americano, siendo considerado como "el hombre más creíble de América" en una encuesta de la época, un estatus que se forjó gracias a su cobertura del asesinato de John F. Kennedy y el aterrizaje de la nave Apolo 11 en la luna en 1969.

### Era Dan Rather (1981-2005)

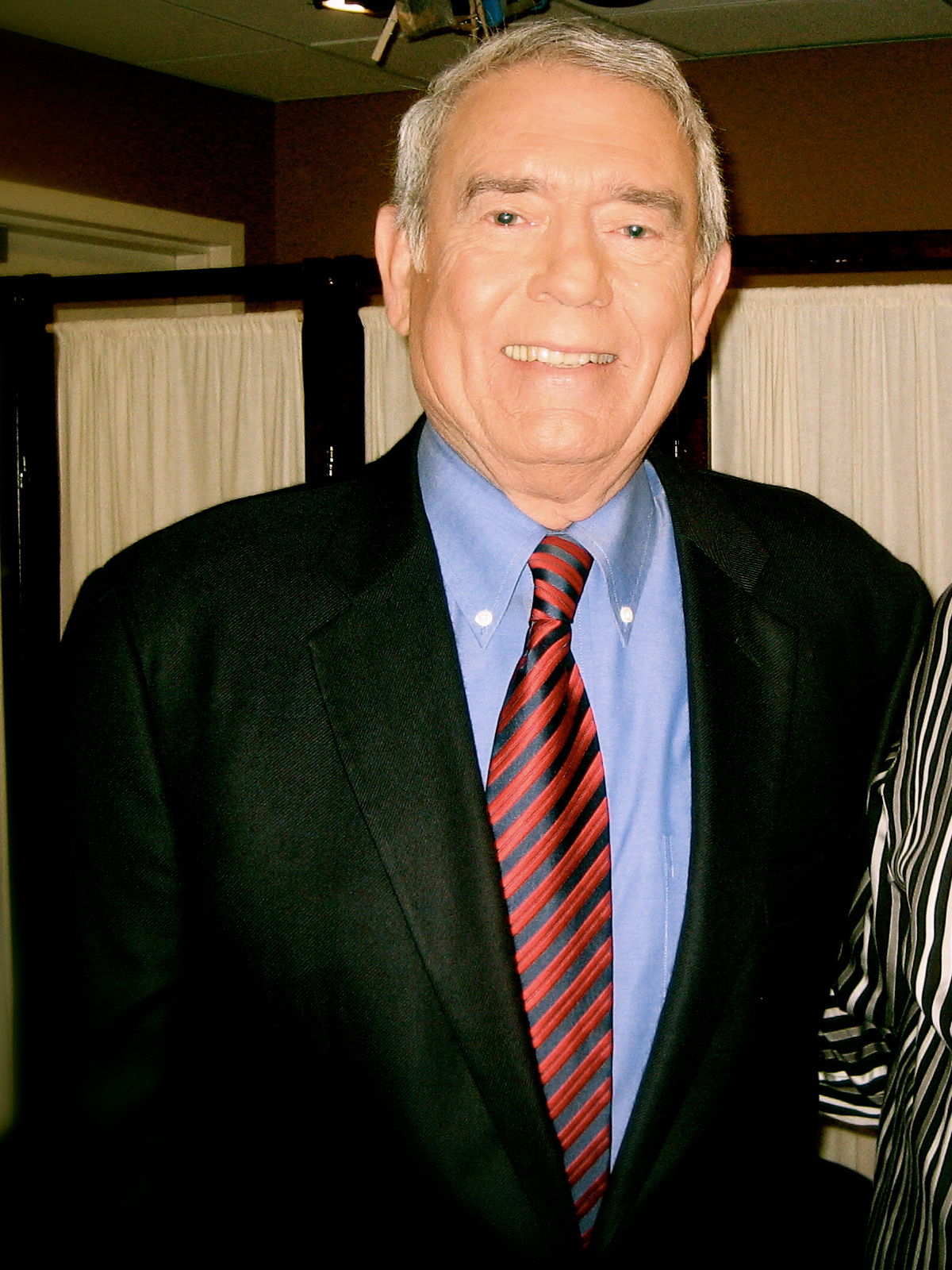
Dan Rather.

Dan Rather, un corresponsal de CBS desde inicios de los 60, tomó la conducción del noticiero en 1981. Desde 1975 Rather había sido copresentador del exitoso programa de investigación 60 Minutos, cuyo puesto tuvo que dejar cuando comenzó en CBS Evening News.
En un principio, Rather no era aceptado por los seguidores de Cronkite. Los niveles de audiencia bajaron, lo que chocó a los ejecutivos de CBS News. En poco tiempo, el equipo que estaba detrás de cámaras fue modificado y los corresponsales fueron reasignados para ayudar a Rather. Los recursos de CBS News fueron dedicados al noticiero de la tarde, a expensas de los otros programas informativos. CBS Evening News recuperó audiencia, pero un esquema fue puesto en la división de noticias en favor de atender las preferencias de Rather, lo cual duraría hasta el término de su estancia en el programa.
En su era ocurrieron incidentes como Dead Air, cuando el 11 de septiembre de 1987, Rather se marchó del estudio de CBS News debido a que la emisión del partido de tenis entre Steffi Graf y Lori McNeil se había alargado. Pero finalmente terminó a las 18:32, antes de lo esperado, y no había señales de Rather por ningún lado. Así que más de 100 estaciones afiliadas tuvieron que esperar 6 minutos hasta que Rather se puso delante de las cámaras, instante que sorprendentemente casi de la mitad de la audiencia espero y miró. Él comentó tiempo después que su intención era forzar que la transmisión deportiva ocupara la media hora completa del noticiero, de modo que él no tuviera impedimento para concretar su plan de cubrir una visita del Papa Juan Pablo II. Walter Cronkite, predecesor de Rather, le dijo a un reportero sobre el incidente, "Yo lo hubiera despedido. No hay excusa para eso".
Un 23 de enero de 1991, cuando se emitía la introducción del programa, un grupo de miembros del AIDS Coalition to Unleash Power entraron a los estudos de CBS con identificación robada y gritando la "Fight AIDS, not Arabs" (Combatan el sida, no a los Árabes). Uno de ellos fue captado por la cámaras justo cuando Dan Rather comenzaba a hablar. Rather inmediatamente llamó a un corte comercial.
Connie Chung comenzó a copresentar el programa junto a Rather el 1 de junio de 1993 Aunque Rather nunca lo dijo públicamente, gente de CBS News ha comentado que él no aprobó su fichaje, de acuerdo a lo aparecido en un artículo de la edición del 26 de abril de 1997 de MediaWeek. Cuando Chung dejó el noticiero en 1995, para irse al programa de entrevistas 20/20, Rather no se veía muy descontento.
En 2005, Rather dejó el puesto de presentador debido a una polémica generada en torno a un reportaje de 60 Minutes Wednesday de septiembre de 2004. En ese reporte se cuestionaba el paso de George W. Bush en el Texas Air National Guard. El Pentágono discutió la autenticidad de los documentos que respaldaban la investigación. Un número de análisis concluyeron que eran falsos. Posteriormente, CBS comisionó una investigación independiente de la materia. Rather negó que este incidente fuera la razón de su salida del noticiero. Desde su salida como rostro ancla del noticiero de la tarde, trabajó en otros programas de CBS News. El 20 de junio de 2006, Sean McManus (presidente de CBS News) anunció que Dan Rather había llegado a un acuerdo con la entidad para terminar su carrera de 44 años en la cadena.

### Era de transición con Bob Schieffer (2005)

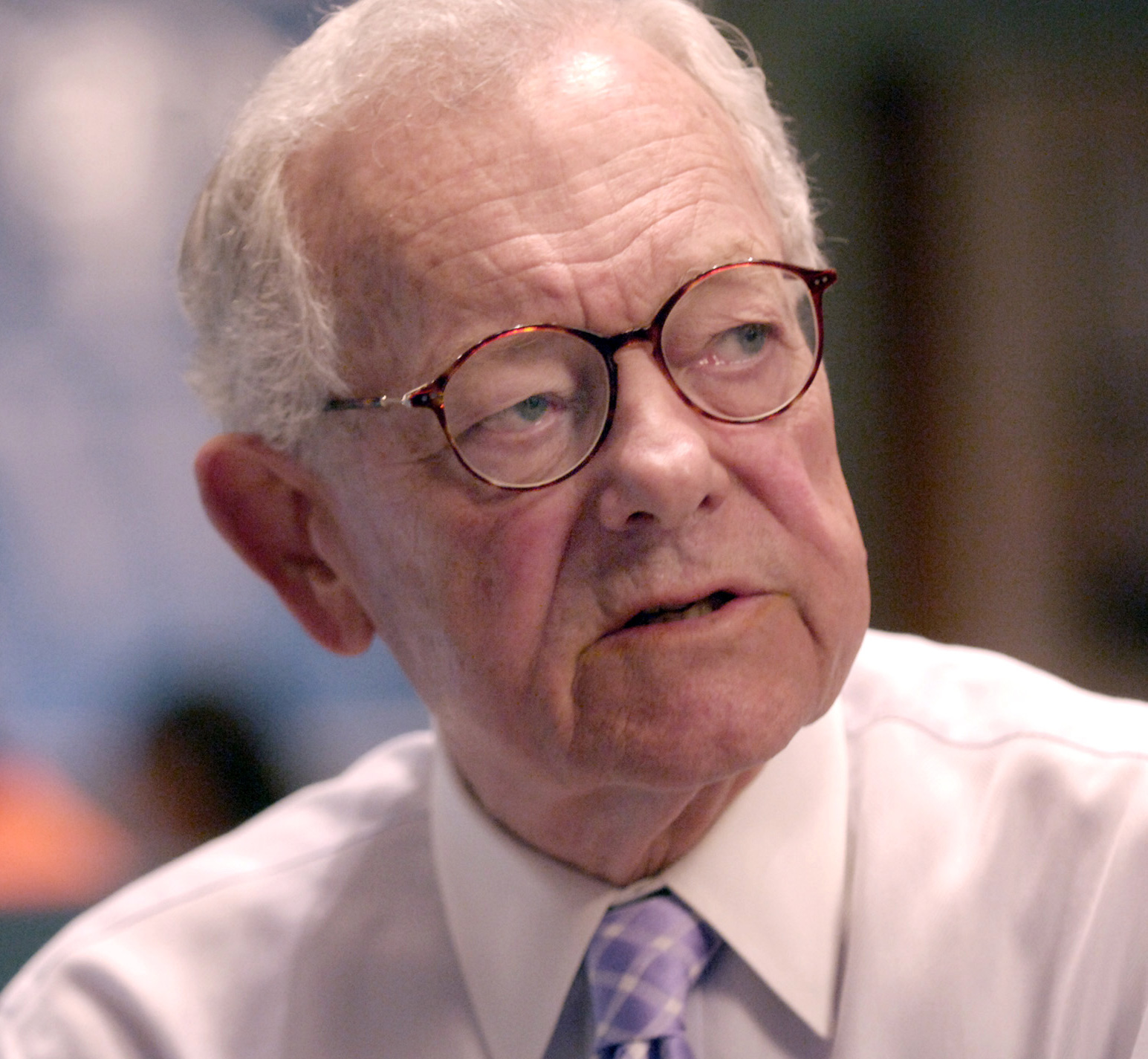
Bob Schieffer.

Rather se retiró de CBS Evening News el 9 de marzo de 2005, a las 19:00 (tiempo del este), exactos 24 años luego de suceder a Cronkite. Su reemplezante fue el corresponsal de CBS News Bob Schieffer. Schieffer ha presentado el programa dominical de CBS Face the Nation, emitido desde Washington D. C., a partir de 1991.
Cuando Schieffer asumió el control del programa, era incierto cuánto tiempo él estaría a cargo del noticiero, si conservaría su forma actual o adoptaría un sistema con múltiples anfitriones o algún otro formato alternativo. 
En los meses que siguieron a la salida de Rather, el programa enfatizó la relación entre Schieffer y varios corresponsales de CBS News. Los niveles de audiencia aumentaron durante esta época, siendo el único programa de noticias en ganar televidentes durante 2005.
Gracias al estilo de Schieffer, CBS Evening News pasó al segundo lugar, batiendo a ABC World News Tonight y dejando atrás 5 años de poseer un distante tercer lugar.
Aunque tras la muerte de Peter Jennings y la entrada de Charles Gibson, ABC World News Tonight recuperó audiencia, peleando muy de cerca con NBC Nightly News.
La noche final de Schieffer como presentador del noticiero fue el 31 de agosto de 2006.

### Era Katie Couric (2006-2011)

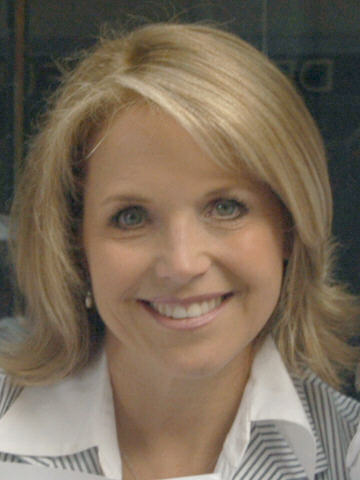
Katie Couric.

El 1 de diciembre de 2005, apareció la noticia de que Katie Couric, conductora del matinal de NBC Today, estaba considerando la oferta de CBS para quedarse con el puesto de presentadora de CBS Evening News. El 1 de abril de 2006, Couric oficialmente firmó el acuerdo con CBS.
El 5 de abril de 2006, Couric dio a conocer a su público de Today que ella dejaría de ser la coanimadora del espacio, puesto que ostentaba desde hace 15 años, más tiempo que cualquier otro presentador del programa. CBS le ofreció además poder contribuir en 60 Minutos. Couric es la primera mujer en presentar sola un noticiero nacional en Estados Unidos y además ser editora del programa.
Katie Couric comenzó a trabajar en CBS News en julio de 2006. During su estreno el 5 de septiembre de 2006, nuevas gráficas, un nuevo set, y un nuevo tema de inicio fueron puestos. Una nueva entrada fue creada con la voz de Walter Cronkite. Además apareció "Free Speech", un nuevo especial en el diferentes estadounidenses, de figuras conocidas de la política nacional a personas comunes y corrientes, dan su opinión respecto a una noticia. 
La primera noche de Katie Couric dobló el promedio de audiencia que el noticiero registraba en los últimos meses con 13,6 millones de espectadores, una cifra considerable para un noticiero de la tarde. Inicialmente, CBS Evening News with Katie Couric logró el primer lugar en audiencia, excepto el 11 de septiembre, cuando retrocedió al tercer puesto. En la semana del 18 de septiembre bajó la segunda posición. Para mediados de octubre, el noticiero quedó relegado al tercer puesto.

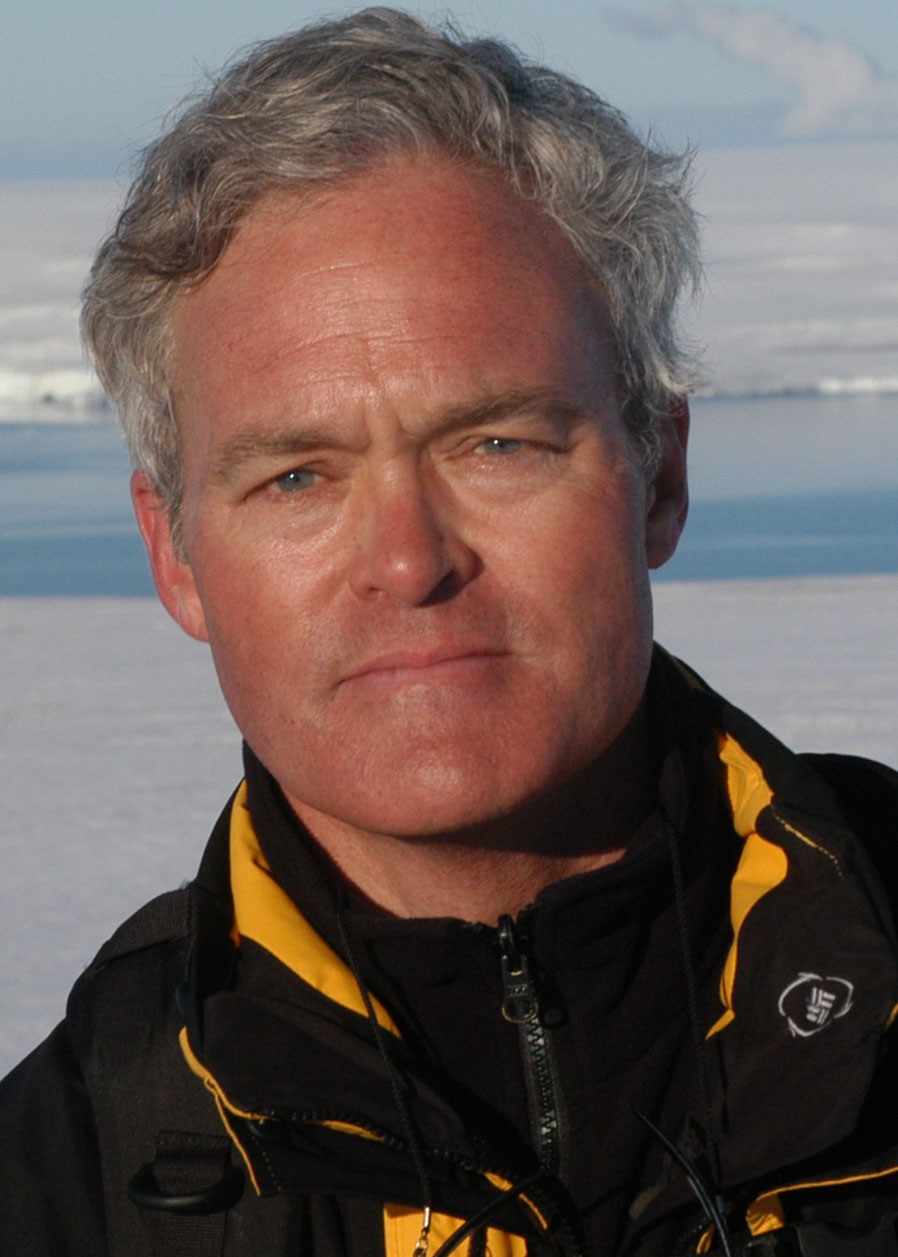
Scott Pelley.

Katie Couric dejó el puesto de presentadora en junio de 2011, siendo reemplazada por Scott Pelley a partir del 6 de junio.

## Ediciones de fin de semana
El corresponsal de CBS Russ Mitchell es sustituto en la edición de lunes a viernes, pero también presenta la versión dominical de CBS Evening News. La edición sabatina de CBS Evening News es presentada por Thalia Assuras.
Sustitutos de las ediciones de fin de semana son Tracy Smith, Harry Smith, Charles Osgood, Maurice DuBois y Sharyn Alfonsi.
Antiguos presentadores de estas ediciones fueron Bob Schieffer, Paula Zahn, John Roberts, Deborah Norville, Giselle Fernández, y Mika Brzezinski.

## Emisión internacional
CBS Evening News se emite en la cadena Sky News, que transmite para Europa, África, Medio Oriente y Asia.
También en Sky News Australia, que emite para Australia y Nueva Zelanda. En esta cadena se emite con 2 a 4 horas de diferencia, que corresponde al horario matutino local. 
CBS no se emite fuera de Estados Unidos a través de un canal propio. Aun así, CBS Evening News se emite en el canal satelital Orbit News para Europa, África y Medio Oriente y en directo por la cadena ATV de Hong Kong.